# Último Guerrero
José Gutiérrez Hernández (nacido el 1 de marzo de 1972) es un luchador profesional mexicano, más conocido bajo el nombre de Último Guerrero. José trabaja actualmente en el Consejo Mundial de Lucha Libre (CMLL), donde también es parte del Departamento de "Programación" (booker). Él no está relacionado con la leyenda de la lucha libre Gory Guerrero ni con ninguno de sus hijos. El 19 de septiembre de 2014, Último guerrero perdió una Lucha de Apuestas con Atlantis, después de lo cual se vio obligado a desenmascararse y revelar su nombre de nacimiento.
Él fue dos veces Campeón Mundial al haber sido dos veces Campeón Mundial de Peso Completo del CMLL. También fue una vez Campeón Mundial de Peso Semicompleto del CMLL, seis veces Campeón Mundial en Parejas del CMLL con Rey Bucanero (en tres ocasiones), Dr. Wagner Jr. (en una ocasión), Atlantis (en una ocasión) y Dragón Rojo, Jr. (en una ocasión), cuatro veces Campeón Mundial de Tercias del CMLL y una vez Campeón Mundial Histórico de Peso Medio de la NWA y también fue ganador del Campeonato Universal del CMLL (2009 y 2014) y Torneo Gran Alternativa (1999) junto con Blue Panther, (2005) junto con Dragón Rojo, Jr. y (2011) junto con Escorpión.

## Carrera

### Inicios (1990-1997)
Gutiérrez fue entrenado en "Gimnasio El Ranchero" por Tinito y Halcón Suriano e hizo su debut en 1990 como "Halcón Dorado". Poco después de su debut cambió de nombre y "ring persona", o truco , y se hizo conocido como "Flánagan".  Trabajó durante varios años en promociones locales en su área natal de Durango antes de obtener su primer descanso en Promo Azteca. Guerrero y su compañero de entrenamiento Super Punk cambiaron sus nombres en 1996 con Guerrero adoptando el nombre "Último guerrero" ("Último Guerrero" (y Super Punk convirtiéndose en "Último Rebelde") truco inspirado. El equipo tenía programado perder sus máscaras en una máscara contra máscara, pero en su lugar Último Guerrero decidió unirse al Consejo Mundial de Lucha Libre a fines de 1997 y así se salvó su máscara.

### Consejo Mundial de Lucha Libre (1997-presente)
Inicialmente, Guerrero trabajó combates inferiores, en el primer y tercer partido del programa con cierto éxito. El 11 de septiembre de 1998 derrotó al Mr. Águila en su primer combate de apuestas, lo que obligó a su oponente a desenmascarar y revelar su verdadero nombre como parte del CMLL 65th Anniversary Show. Mr. Águila ya trabajaba para la World Wrestling Federation sin su máscara, por lo que no fue una sorpresa que perdiera ante Guerrero. En 1999, Último guerrero se asoció con el veterano Blue Panther para ganar el Torneo Gran Alternativa, un torneo donde un joven luchador se une a un veterano. Ganar el torneo de Gran Alternativa es a menudo una señal de que la promoción tiene planes para mover a un luchador a los rankings. Último Guerrero no ganó el combate, pero el hecho de que trabajó un combate destacado en la arena principal de CMLL, Arena México, mostró que la compañía tenía planes para él.
En 1999 El Satánico reformó el grupo Los Infernales , reclutando a Último Guerrero y Rey Bucanero para el grupo. Trabajar con el veterano El Satánico permitió que tanto Último Guerrero como Rey Bucanero ascendieran y se convirtieran en un equipo regular en CMLL. En el verano de 2000, Bucanero y Guerrero fueron uno de los dieciséis equipos inscritos en un torneo por el vacante Campeonato Mundial en Parejas del CMLL. Al final, derrotaron a Villano IV y Niebla para ganar el campeonato. Durante todo el verano de 2000 El Satánico había estado trabajando en una rivalidad contra Tarzán Boy, que se utilizó para convertir tanto a Bucanero como a Último Guerrero contra El Satánico. Bucanero, Guerrero y Tarzán Boy afirmaron que se merecían el nombre de Los Infernales y que El Satánico los estaba reteniendo. 
El 19 de septiembre, Guerrero perdió contra Atlantis en el evento principal del 81th Aniversario del CMLL así se vio obligado a desenmascararse por primera vez en su carrera y revelar su nombre de nacimiento; José Gutiérrez Hernández. En enero de 2015, Guerrero regresó a Japón para participar en la gira FantasticaManía 2015, durante la cual derrotó a Atlantis en una revancha.
El 17 de julio, Guerrero derrotó a Rey Escorpión en una lucha de apuestas en el evento principal de Sin Salida obligando a Escorpión a afeitarse todo el cabello después del partido según la estipulación.

### Total Nonstop Action Wrestling (2008)
En 2008, Total Nonstop Action Wrestling (TNA) invitó a Último Guerrero y Rey Bucanero, junto con Averno y Volador Jr., a competir en el Torneo TNA World Cup de 2008 , convirtiéndose en los participantes de ese año del "Team México", con Guerrero como equipo capitán. Último Guerrero y Rey Bucanero derrotaron a los representantes de Team Japan "Speed Muscle" (Masato Yoshino y Naruki Doi) en la primera ronda del torneo. En la segunda ronda Guerrero perdió ante Kaz del equipo TNA.
Más tarde, durante el mismo espectáculo, Volador Jr. ganó un combate de Ultimate X, ganando suficientes puntos para que el equipo de México ganara todo el torneo, convirtiéndose en los titulares de la Copa Mundial X 2008.

## Vida personal
Muchas fuentes erróneamente mencionan a Hooligan y Ephesto como hermanos de José Gutiérrez, pero no son parientes consanguíneos. Gutiérrez, Ephesto y Hooligan se entrenaron juntos y se hicieron amigos íntimos, lo que los llevó a referirse a menudo como "hermano" sin tener ninguna relación de sangre. Hooligan y Ephesto son hermanos por lo que Ephesto a veces también se confunde con el hermano de Gutiérrez. En 2008, Último Guerrero presentó "Último Guerrero, Jr." para el mundo de la lucha Si bien no es raro que se promuevan parientes falsos en Lucha Libre, se cree que Último Guerrero, Jr. es en verdad el hijo de Último Guerrero. Más tarde en Guerrero, Jr. sería reintroducido como Gran Guerrero, con la explicación de la historia es que Gran Guerrero era el hermano mucho más joven de Último Guerrero.
El 19 de mayo de 2017, se filmaron imágenes de Daniel Alvarado (Brazo de Platino) y otros miembros de la familia Alvarado, en especial sus sobrinos José (Máximo Sexy), Felipe Alvarado (La Máscara), Psycho Clown y Robin, destruyendo un costoso automóvil perteneciente a Gutiérrez. Según los informes, el vandalismo fue motivado por el hecho de que Gutiérrez se había manifestado en contra de Felipe Alvarado como posible líder del sindicato de luchadores después de la muerte del padre de Alvarado. El líder del sindicato de luchadores CMLL había pertenecido a la familia Avarado por más de una década y la familia Alvarado creía que debería pertenecer a alguien de su familia. Al día siguiente, según los informes, CMLL despidió tanto a Felipe como a José Alvarado.

## En lucha
- Movimientos finales

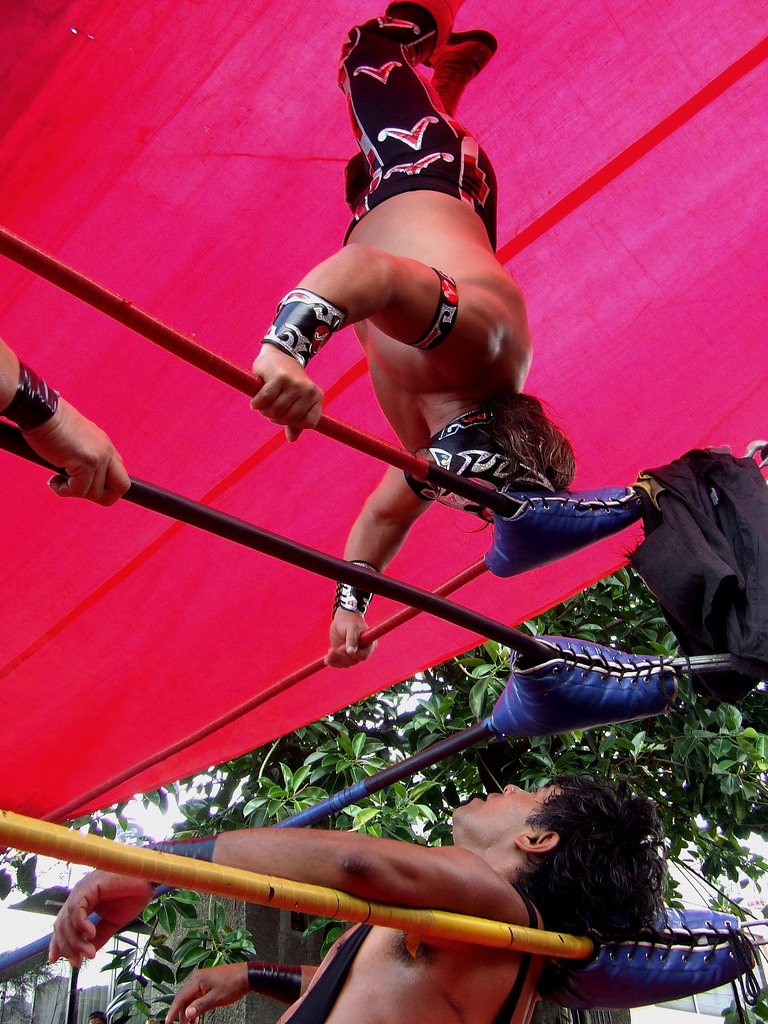
Guerrero aplicando un Rope aided corner dropkick en 2010.

  - Guerrero Special (Inverted superplex)[8]
  - Pulpo Guerrero (Over-the-shoulder single leg Boston crab with neckscissors)[9][10]

- Movimientos en firma
  - Gory invertida (Inverted Gory special)[9][10]
  - Planchita de Ángel (Pop-up flapjack)[9][10]
  - Rope aided corner dropkick
  - Senton de la muerte (Turnbuckle handstand transitioned into a diving seated senton)[9][10]

- Apodos
  - "El luchador de otro nivel"[9][10]
  - "El último de su estirpe"

## Campeonatos y logros
- Consejo Mundial de Lucha Libre
  - Campeonato Mundial de Peso Completo del CMLL (2 veces)
  - Campeonato Mundial de Peso Semicompleto del CMLL (1 vez)
  - Campeonato Mundial en Parejas del CMLL (6 veces) – con Rey Bucanero (3), Dr. Wagner Jr. (1), Atlantis (1) y Dragón Rojo, Jr. (1)
  - Campeonato Mundial de Tríos del CMLL (5 veces, actual) – con Atlantis & Tarzan Boy (1), Atlantis & Negro Casas (1), Euforia & Niebla Roja (1) y Euforia & Gran Guerrero (2, actual)
  - Campeonato Mundial Histórico de Peso Medio de la NWA (1 vez)
  - Campeonato Universal del CMLL (2009 y 2014)
  - Gran Prix Internacional del CMLL (2006 y 2007)
  - Torneo Gran Alternativa (1999) – con Blue Panther, (2005) – con Dragón Rojo, Jr. y (2011) – con Escorpión

- Lucha Libre Azteca
  - Campeonato Azteca de LLA (2 veces)

- Total Nonstop Action Wrestling
  - TNA World X Cup (2008) con Rey Bucanero, Volador Jr. y Averno[11]

- Pro Wrestling Illustrated
  - Situado en el n.º 136 en los PWI 500 de 1999
  - Situado en el n.º 81 en los PWI 500 de 2000
  - Situado en el n.º 154 en los PWI 500 de 2001
  - Situado en el n.º 61 en los PWI 500 de 2002
  - Situado en el n.º 141 en los PWI 500 de 2003
  - Situado en el n.º 94 en los PWI 500 de 2004
  - Situado en el n.º 12 en los PWI 500 de 2005
  - Situado en el n.º 22 en los PWI 500 de 2006
  - Situado en el n.º 11 en los PWI 500 de 2007
  - Situado en el n.º 12 en los PWI 500 de 2008
  - Situado en el n.º 10 en los PWI 500 de 2009
  - Situado en el n.º 29 en los PWI 500 de 2010
  - Situado en el n.º 126 en los PWI 500 de 2011
  - Situado en el n.º 167 en los PWI 500 de 2012
  - Situado en el n.º 227 en los PWI 500 de 2013
  - Situado en el n.º 198 en los PWI 500 de 2015[12]
  - Situado en el n.º 210 en los PWI 500 de 2016[13]
  - Situado en el n.º 273 en los PWI 500 de 2017[14]
  - Situado en el n.º 289 en los PWI 500 de 2018[15]
  - Situado en el n.º 17 en los PWI 500 de 2021